# Тверянкин, Андрей Владимирович
Андрей Владимирович Тверянкин (род. 6 марта 1967, Норильск, Красноярский край) — российский и азербайджанский игрок в мини-футбол, тренер. Выступал за сборную Азербайджана по мини-футболу. В России более всего известен выступлениями за «Норильский никель».

## Биография
До 25 лет Тверянкин занимался волейболом, профессионально играл за команды Красноярска и Норильска во второй лиге. В футбол он играл на любительском уровне. В 1992 году в Норильске была создана новая мини-футбольная команда, и Андрей стал её вратарём. Мини-футбольный «Норильск» постепенно повышался в уровне, у команды появлялись новые спонсоры, опытные игроки. В 1996 году норильская команда вместе с Тверянкиным дебютировала в элите российского мини-футбола. С первого раза закрепиться в ней у норильчан не получилось, но год спустя они вернулись в Высшую лигу, чтобы остаться там надолго. В сезоне 2000/01 «Норильский никель» выиграл серебро чемпионата, а год спустя стал чемпионом России. В команде тогда уже было много иностранцев, но главным вратарём команды по-прежнему оставался коренной норильчанин Тверянкин. Был он первым номером команды и в розыгрыше Кубка УЕФА по мини-футболу сезона 2002/03. Андрей пробыл в команде ещё несколько лет, но летом 2005 года был вынужден покинуть её, так как команду возглавил Юрий Руднев, который не видел его в основном составе.
После «Норильского никеля» Тверянкин провёл по одному сезону в «Спартаке» и «Мытищах», затем поиграл за клубы низших лиг «Каспий», «Обьнефтеремонт» и «Факел». Также Андрей отметился несколькими играми за сборную России по пляжному футболу.
Новый виток в карьере Тверянкина связан с Азербайджаном. Несмотря на успешную карьеру, 41-летний голкипер так и не был заигран за сборную России по мини-футболу, что позволило ему получить азербайджанское гражданство и начать выступления за сборную Азербайджана по мини-футболу. Спустя некоторое время он связал с Азербайджаном и свою клубную карьеру, подписав контракт с «Аразом».
Тверянкин стал частью первых успехов в истории азербайджанского мини-футбола. Вначале он помог национальной команде пробиться на чемпионат Европы 2010 года, затем показать там сенсационный для азербайджанцев результат — четвёртое место. А с «Аразом» он показал ещё более высокий результат, выиграв бронзовые медали Кубка УЕФА по мини-футболу сезона 2009/10.
В начале 2012 года Тверянкин вернулся в Россию, подписав контракт с КПРФ.
С октября 2016 года защищает ворота МФК «Карабах» (Москва).

## Достижения
- Чемпион России по мини-футболу 2001/02
- Чемпион Азербайджана по мини-футболу 2009/10
- Бронзовый призёр Кубка УЕФА по мини-футболу 2009/10
- Полуфиналист Чемпионата Европы по мини-футболу 2010